# 左経記
『左経記』（さけいき）とは、平安時代中期の公卿・源経頼の日記。題名は経頼が参議兼左大弁の地位にあった事に由来する。また、「経頼」の文字の偏の部分より『糸束記』（しそくき）という別称もある。
寛弘6年（1009年）から経頼が死去する長暦3年（1039年）まで記されていたことが逸文によって確認でき、長和5年（1016年）から長元8年（1035年）までの期間は日次記が伝存している。また、別個に後世の人が長元2年（1029年）から同9年（1036年）までの災異記事を抽出した『類聚雑例（るいじゅうざつれい）』という書物もある。
藤原実資の『小右記』と比較して簡略ではあるものの、両者の比較研究によって11世紀前半の政治・社会情勢の研究に資するところが大きいとされている。
江戸時代に作成された写本が東山御文庫に収録されており、東京大学によりデータ化されたものが同大学史料編纂所図書室で参照可能となっている。
読み下し文は国際日本文化研究センター｢摂関期古記録データベース」で公開されている。